# Венециано-византийская война (1122—1126)
Венециано-византийская война (1122—1126) — первое крупное столкновение двух держав восточного Средиземноморья из-за торгово-коммерческих интересов, завершившаяся укреплением влияния Венеции в Леванте.

## Предыстория
В 1082 году византийский император Алексей I Комнин в обмен на неоценимую помощь, предоставленную венецианским флотом Византии в войне с норманнами графа Роберта Гвискара, издал золотую буллу, освободив венецианских купцов от пошлин в городах и портах империи. Подобные меры, оказались довольно обременительными для доходов империи, так что после смерти Алексея Комнина в 1118 году новый император, Иоанн II Комнин, отказался продлевать срок действия документа, что вызвало неудовольствие венецианских купцов, пытавшихся, напротив, получить выгоды в торговой конкуренции с Генуей и Пизой. Удар по торговле означал для Венеции обострение социально-политических проблем, в результате отношения с бывшей метрополией претерпели радикальные изменения. Новый венецианский дож Доменико Микьель после категорического отказа, последовавшего в ответ на просьбу о возобновлении действия буллы, начал готовиться к войне, ища повод к конфликту и параллельно укрепляя венецианский флот в Восточном Средиземноморье.
Поводом к конфликту стало пленение иерусалимского короля Балдуина II и призывы о помощи со стороны государств крестоносцев. Венеция, располагавшая сильным флотом, незамедлительно откликнулась на помощь.

## Начало конфликта

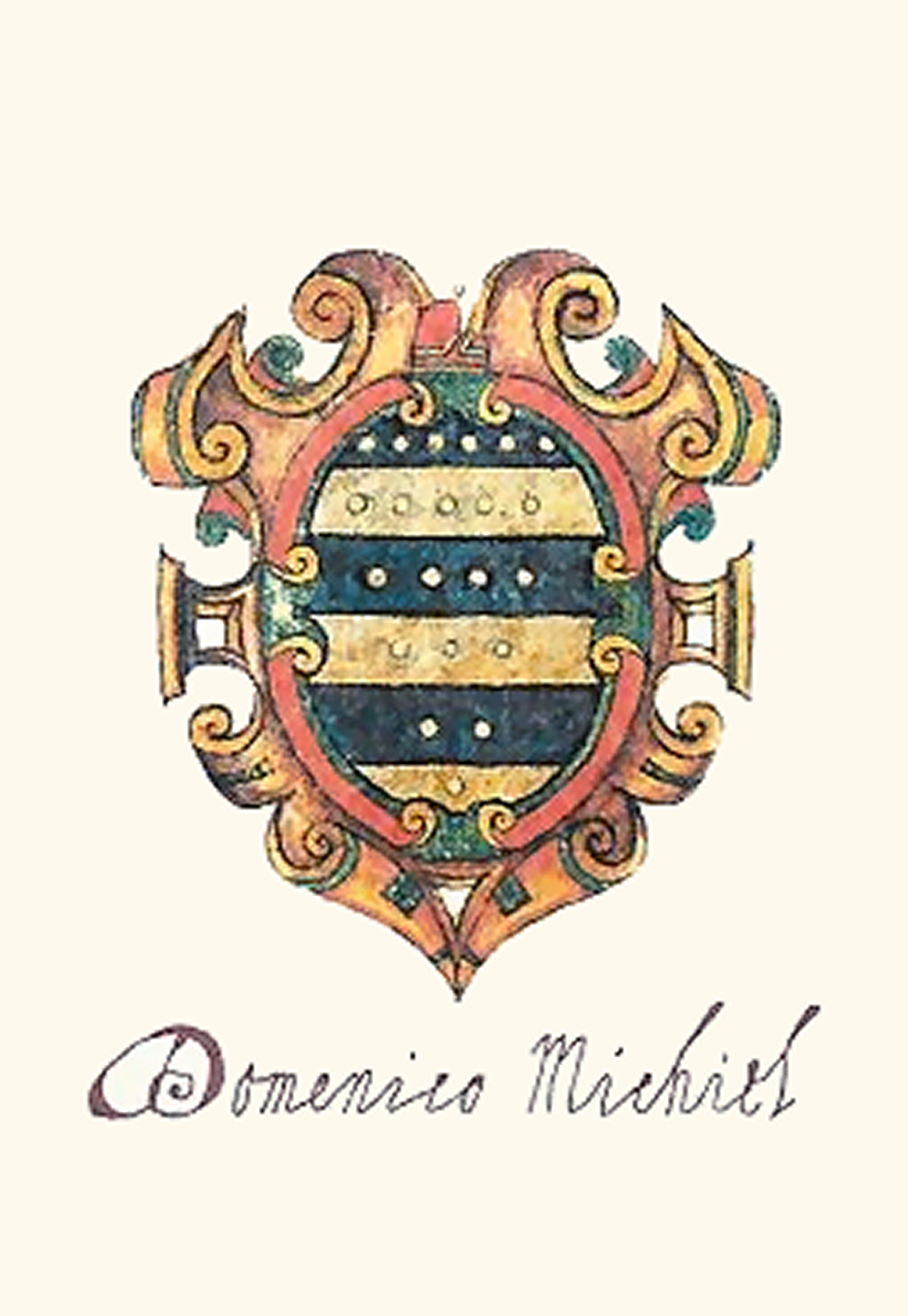
родовой герб Доменико Микьеля.

8 августа 1122 года дож выступил из порта Лидо-Сан Николо во главе флота из 40 галер, 28 кораблей с ростром и 4 транспортных судов (на них находились пилигримы и крестоносцы, желавшие отправиться в Святую землю, которых венецианцы планировали использовать в войне с Византией). Примерно в это же время византийский император разбил печенегов в битве близ нынешнего города Стара-Загора. Флот сделал остановку в Бари, после чего атаковал византийский город Корфу, которую осаждал 6 месяцев, но, не добившись ощутимых успехов, решительно двинулся на Левант. В 1123 году венецианцы опустошили Родос, Хиос и Лесбос и в конце концов прибыли на Кипр, где встретились с египетским флотом.

## Перерыв
К этому моменту Венецианская республика ввязалась в войну с сарацинами, разбив под Аскалоном египтян и захватив богатую добычу. К Микьелю после этого прибыло посольство иерусалимского патриарха Вармунда, а также великого коннетабля королевства Вильгельма Барийского и канцлера (лат. segretario della Soria) Пагано, приглашавших дожа в Иерусалим к Рождеству. В следующем году, согласно торжественному объявлению властей, в каждом городе королевства создавался венецианский квартал, более того, венецианские торговцы теперь были избавлены от пошлин. В свою очередь, венецианский флот принял участие в осаде Тира, закончившейся в 1124 году взятием города крестоносцами и их союзниками.

## Возобновление войны
После того, как дож избавился от всех обязательств по отношению к Иерусалимскому королевству, он вернулся к цели своего похода — войне с Византийской империей. Были разорены Самос и Андрос, после чего флот вернулся в Адриатику на войну с Иштваном II Венгерским, чьи войска угрожали принадлежавшей венецианцам Далмации.

## Мирный договор
В 1126 году венецианцы вновь вышли в море и атаковали Метони и Кефалинию. Император ввиду истощения своих приморских владений решился принять венецианских послов для заключения мирного договора. В 1126 году Иоанн II Комнин издал новую золотую буллу, в которой признал действительными все условия предыдущей буллы, дополнив их новыми привилегиями и правами. В противовес растущему могуществу Венеции император пожаловал также Геную и Пизу новыми привилегиями, но реальным результатом войны было дальнейшее укрепление венецианской торговли в Восточном Средиземноморье в ущерб греческим купцам. Клубок противоречий в конце концов привёл к следующей войне, имевшей место в 1171—1175 годах.